# Great Sutton
Great Sutton är en ort i distriktet Cheshire West and Chester, i grevskapet Cheshire, i England. Great Sutton var en civil parish 1866–1950 när blev den en del av Ellesmere Port. Civil parish hade 662 invånare år 1931. Byn nämndes i Domedagsboken (Domesday Book) år 1086, och kallades då Sudtone.